# Rue Paul-Escudier
Pour les articles homonymes, voir Escudier.
La rue Paul-Escudier est une voie du 9e arrondissement de Paris, en France.

## Situation et accès
La rue Paul-Escudier, anciennement « cité Gaillard » et « rue Gaillard », est une voie publique située dans le 9e arrondissement de Paris. Elle débute au 56, rue Blanche et se termine au 9, rue Henner.

## Origine du nom

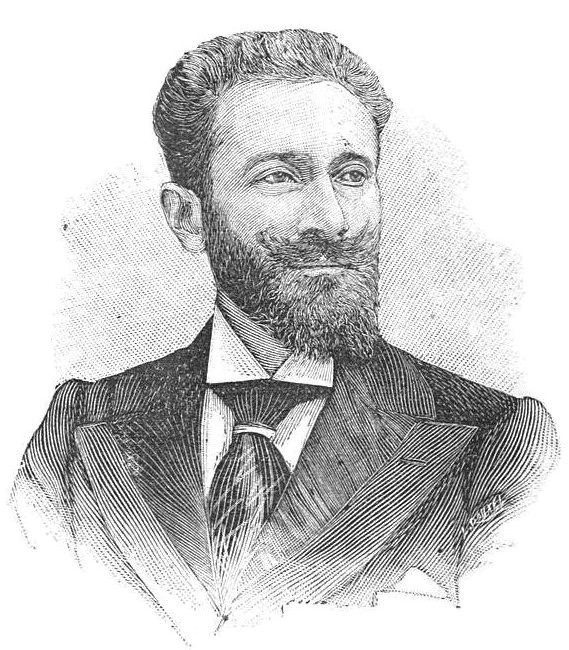
Paul Escudier.

Elle porte le nom de l'homme politique français, Paul Escudier (1858-1931), qui fut député de l'arrondissement et conseiller municipal du quartier.

## Historique
Cette voie a été formée en 1837 sous le nom de « cité Gaillard », sur les terrains de M. Gaillard, entrepreneur de maçonnerie. Elle était alors fermée par des grilles à ses extrémités.
En 1903, elle est dénommée « rue Gaillard » et prend sa dénomination actuelle par arrêté du 10 mai 1933.
Le peintre Paul Jourdy (1805-1856) y a vécu.